# Cathayia
Cathayia é um gênero de mariposa pertencente à família Crambidae.